# 高麗高宗
高麗高宗（：／ Goryeo Gojong；1192年—1259年），姓王，諱㬚（：／ Wang Ceol），字大明，一字天祐，是高麗國的第23代君主（1213年－1259年在位）。死後廟號高宗，諡號忠憲安孝大王（：／ Chungheong anhyo daewang），葬於洪陵。
高麗高宗在位初期，高麗處於武臣政權時期，高宗沒有實權，僅僅只是崔氏武臣政權的一個傀儡。
高麗高宗初期，高麗受到了東遼耶律喊舍的攻擊。1218年，高麗聯合蒙古擊敗了耶律喊舍，雙方其後締結了同盟條約。然而蒙古要求高麗向其稱臣朝貢，這激怒了崔氏政權的首領崔瑀，1225年雙方斷絕國交。1231年，蒙古進攻高麗，崔瑀持堅決反對蒙古的態度，拒絕向蒙古朝貢並於次年強行將都城從開京遷到了江華島。雖然蒙古騎兵不善水戰，無法攻下江華島，但高麗本土都遭到了蒙古騎兵的屠殺，事實上處於滅亡的狀態下。此後高麗又受到蒙古的六次攻擊。
1258年，崔氏政權覆滅後，高宗向蒙古妥協，將太子王倎送到蒙古當人質。此後高麗成為蒙古的附屬國。
高麗高宗在位期間，花費了16年時間刻成了著名的高麗大藏經。

## 家庭

### 子女

#### 子
1. 高麗元宗 王禃 (安惠太后柳氏生)
2. 高麗英宗 王淐 (安惠太后柳氏生)

#### 女
1. 壽興宮主 (安惠太后柳氏生，適新陽公王㻇。)